# Juhani Suutarinen
Juhani Suutarinen (Uukuniemi, 24 de mayo de 1943) es un deportista finlandés que compitió en biatlón.
Participó en dos Juegos Olímpicos de Invierno, Sapporo 1972 y Innsbruck 1976, obteniendo una medalla de plata en cada edición, ambas en la prueba por relevos. Ganó cuatro medallas en el Campeonato Mundial de Biatlón, en los años 1974 y 1975.

## Palmarés internacional
| Juegos Olímpicos   | Juegos Olímpicos    | Juegos Olímpicos | Juegos Olímpicos |
| Año                | Lugar               | Medalla          | Prueba           |
| ------------------ | ------------------- | ---------------- | ---------------- |
| 1972               | Sapporo (Japón)     | Medalla de plata | Relevos          |
| 1976               | Innsbruck (Austria) | Medalla de plata | Relevos          |
| Campeonato Mundial |                     |                  |                  |
| Año                | Lugar               | Medalla          | Prueba           |
| 1974               | Minsk (URSS)        | Medalla de oro   | Velocidad        |
| 1974               | Minsk (URSS)        | Medalla de oro   | Individual       |
| 1974               | Minsk (URSS)        | Medalla de plata | Relevos          |
| 1975               | Anterselva (Italia) | Medalla de oro   | Relevos          |